# Buckland (Alaska)
Pour les articles homonymes, voir Buckland.
Buckland est une localité d'Alaska aux États-Unis située dans le Borough de Northwest Arctic, sa population était de 416 habitants en 2010.
Elle est située sur la rive ouest de la rivière Buckland, à 121 km de Kotzebue.
Les températures moyennes vont de −51 °C en hiver à 29 °C en été.
Les habitants se sont déplacés le long de la rivière plusieurs fois avant leur établissement définitif, dans des lieux appelés Elephant Point, Old Buckland, et New Site. De nombreux fossiles ont été retrouvés à Elephant Point témoignant d'une occupation préhistorique. Les esquimaux de langue inupiaq y chassent le renne, la baleine beluga et le phoque pour leur subsistance.
L'économie locale est une économie de subsistance avec la chasse, la pêche et la cueillette. Il s'y pratique aussi un artisanat à base d'ivoire et de bois sculptés. Un aérodrome dessert le village.

## Démographie
| 1920 | 1930 | 1940 | 1960 | 1970 | 1980 |
| ---- | ---- | ---- | ---- | ---- | ---- |
| 52   | 104  | 115  | 87   | 104  | 177  |

| 1990 | 2000 | 2010 | - | - | - |
| ---- | ---- | ---- | - | - | - |
| 318  | 406  | 416  | - | - | - |

## Sources et références
- (en) CIS

- (en) Cet article est partiellement ou en totalité issu de l’article de Wikipédia en anglais intitulé « Buckland, Alaska » (voir la liste des auteurs).

1. ↑  « Statistiques des États-Unis - Alaska - Profils des communautés de 2010 » (consulté en novembre 2020)